# Carl Börrisson
Carl Niklas Börrisson (född Christensson, även kallad C. N. Börrisson, Karl Nilsson), född 14 september 1862, Igelsjö, Börringe socken (tidigare Gustafs socken), Malmöhus län, död 8 september 1927, Borås, missionär i Kongo inom Svenska kongomissionen.
Carl var son till lantbrukaren Nils Christiansson och Maria Abrahamsdotter. Han gick i egen söndagsskola 1879. Under de följande åren lärda han sig snickeriyrket. Han gick sedan i F. Franssons evangelistskola 1883 och fortsatte i missionsskolan i Kristinehamn och i Stockholm 1889-1891 (senare kallat Teologiska seminariet). Året efter, 1892, utreste han för första gången till Kongo. Här verkade han under fem perioder (1892-1896, 1897-1900, 1902-1908, 1910-1914, 1919-1921) fram till 1921. Hans blivande fru Elin Albertina Axelsson Puke kom till Kongo 1897 och paret gifte sig där samma år. Han var föreståndare för Kinkenge missionsstation och var verksam vid flera andra stationer, bland annat Nganda. Mot slutet av sin vistelse i Kongo planlade han en ny missionsstation i Loubetsi.
Under 1916 var han i Sverige och köpte en gård i Årås i Kölingareds socken.
Han var far till Malemba Marna Eleonora (Ellen) Börrisson (1901-1997), född i Sverige, och Mabumi Nils Karl Axel Börrisson (1903-1989), född i Kongo. När paret återvände till Sverige 1921 för gott förestod de Missionsförbundets vandringsutställning som förvarades i en lastbil. I april 1927 flyttade de till Ulricehamn och Nygatan 39. Carl dog på Borås lasarett i september samma år av hjärnblödning, cancer och hjärtsvikt. På Etnografiska museet, Stockholm, finns flera föremålssamlingar från paret Börrisson.